# Jeanne Carpenter
Jeanne Carpenter (1 februari 1916 - 5 januari 1994), geboren als Theo-Alice Jeanne Carpenter te Kansas City, was een Amerikaans actrice die in de jaren 10 en 20 van de twintigste eeuw bekend was als kindster. Ze begon haar carrière op driejarige leeftijd en beëindigde die al in 1924.

## Filmografie (selectie)
- 1919: Daddy-Long-Legs
- 1921: The Nut
- 1921: Through the Back Door
- 1922: Tess of the Storm Country
- 1924: Helen's Babies